# 黨委書記
党委书记（英語：Secretary of Party Committee）是政黨各級委員會（黨委）的書記，在长期实行共产党一党执政的社会主义国家中，黨委書記往往是作为执政党的共产主义政党在中央或地方各级委员会或基层委员会中的负责人，及常务委员会的主持者。
在一党执政下，党委书记在同级机构和组织中往往处于领导地位。

## 职权和地位
党委书记除了在政府机构设立以外，在学校、企业、军队内部都有设立。社会主义国家最高层的党中央委员会，最高负责人多数称「总书记」或「第一书记」，也有少数称「党主席」（例如中国共产党的毛泽东和越南劳动党的胡志明）。地方各省市都设有对应的党委书记职务，例如省委书记、市委书记等。
在一党执政下，党委书记的权力比同级政府官员的地位和权力都要大，例如总书记高于总理；省委书记高于省长、市委书记高于市长等，作为共产党负责人的总书记一般被视为国家和政府实际上的「最高领导人」。
但也有例外，比如中华人民共和国国务院及各级政府的组成部门就实行首长负责制。以国务院组成部门为例，通常来说，一个部门的行政首长如果是中國共產黨党员，一般会兼任该部门的党组书记；但如果部委行政首长并非中國共產黨党员，或是虽然是中國共產黨党员，但党组书记另有其人，那么实际最高负责人仍然是该部门的行政首长，而不是党组书记。

## 各国共产党

### 中央委员会总书记
| 所属国家                   | 政党                       | 职务名称                           | 现任（或末任）書記          |
| 现存广泛承认的社会主义国家 | 现存广泛承认的社会主义国家 | 现存广泛承认的社会主义国家         | 现存广泛承认的社会主义国家  |
| -------------------------- | -------------------------- | ---------------------------------- | --------------------------- |
| 中华人民共和国             | 中国共产党                 | 中国共产党中央委员会总书记         | 习近平                      |
| 越南                       | 越南共产党                 | 越南共产党中央委员会总书记         | 苏林                        |
| 朝鮮民主主義人民共和國     | 朝鲜劳动党                 | 朝鮮勞動黨總書記                   | 金正恩                      |
| 古巴                       | 古巴共產黨                 | 古巴共产党中央委员会第一书记       | 米格尔·迪亚斯-卡内尔        |
|                            | 老挝人民革命党             | 老挝人民革命党中央委员会总书记     | 通伦·西苏里                 |
| 历史上的社会主义国家       |                            |                                    |                             |
| 苏联                       | 苏联共产党                 | 蘇聯共產黨中央委員會總書記         | 米哈伊尔·戈尔巴乔夫         |
| 罗马尼亚社会主义共和国     | 罗马尼亚共产党             | 羅馬尼亞共產黨中央委員會總書記     | 尼古拉·齐奥塞斯库           |
| 捷克斯洛伐克               | 捷克斯洛伐克共产党         | 捷克斯洛伐克共产党中央委员会总书记 | 拉吉斯拉夫·阿达麦茨         |
| 蒙古人民共和国             | 蒙古人民革命党             | 蒙古人民革命黨中央委員會總書記     | 达希泽格布·阿玛尔巴伊斯格楞 |
| 保加利亞人民共和國         | 保加利亚共产党             | 保加利亚共产党中央委员会总书记     | 佩特尔·姆拉德诺夫           |

### 地方各级党委书记
中国共产党的地方各级委员会分别为省、直辖市、自治区的委员会；设区的市和自治州的委员会；县（旗）、自治县、不设区的市和市辖区的委员会。党的地区委员会和相当于地区委员会的组织，是党的省、自治区委员会在几个县、自治县、市范围内派出的代表机关。
例如省、直辖市、自治区的党的地方委员会的领导称省委书记、市委書記、自治区党委书记。地区、地级市、自治州、盟的党的地方委员会的首长称地委书记、市委書記、州委书记、盟委书记。县和自治县、旗和自治旗、县级市、市辖区的党的地方委员会的首长称县委书记、旗委书记、市委书记、区委书记。
在地方行政体系，本级中国共产党地方委员会的党委书记是地方行政一把手。从省长至乡长的各级地方行政首长在本级中国共产党地方委员会中一般兼任常务委员，党内职务多仅次于党委书记:61。

### 基层支部书记
企业、农村、机关、学校、科研院所、街道社区、社会组织、人民解放军连队（三湾改编以来的传统）和其他基层单位中的各基层黨支部设有黨支部，党支部书记领导支部全面工作。

## 外部連結
- 党委书记权力究竟有多大？（页面存档备份，存于）